# Stadion Lučko
Stadion Lučko – stadion piłkarski w Zagrzebiu, stolicy Chorwacji. Jego budowa rozpoczęła się w 1971 roku, a otwarcie nastąpiło w roku 1973. Obiekt może pomieścić 1800 widzów. Swoje spotkania rozgrywają na nim piłkarze klubu NK Lučko. Stadion był jedną z aren turnieju piłkarskiego na Europejskich Igrzyskach Uniwersyteckich 2016 oraz piłkarskich Mistrzostw Europy U-17 2017.